# UAE Arabian Gulf League 2015/16
Die UAE Arabian Gulf League 2015/16 war die dritte Spielzeit der höchsten Fußballliga aus den Vereinigten Arabischen Emiraten unter diesem Namen und die insgesamt 42. Spielzeit seit der offiziellen Einführung im Jahr 1973. Die Saison begann am 19. August 2015 und endete am 8. Mai 2016. Titelverteidiger war der al Ain Club.
al-Ahli Dubai wurde zum insgesamt siebten Mal Meister und qualifizierte sich damit zusammen mit al-Jazira Club (Pokalsieger) für die AFC Champions League 2017. Der al Ain Club und al-Wahda starteten in der Qualifikation zur Champions League.
In die First Division League absteigen mussten der Aufsteiger al-Shaab und der al-Fujairah SC.

## Abschlusstabelle
| Pl. | Verein                     | Sp. | S  | U | N  | Tore    | Diff. | Punkte |
| --- | -------------------------- | --- | -- | - | -- | ------- | ----- | ------ |
| 1.  | al-Ahli Dubai              | 26  | 21 | 3 | 2  | 060:200 | +40   | 66     |
| 2.  | al Ain Club (M)            | 26  | 18 | 3 | 5  | 053:240 | +29   | 57     |
| 3.  | al-Wahda                   | 26  | 13 | 4 | 9  | 045:280 | +17   | 43     |
| 4.  | al-Nasr SC (P)             | 26  | 11 | 8 | 7  | 047:360 | +11   | 41     |
| 5.  | al Shabab                  | 26  | 11 | 7 | 8  | 034:270 | +7    | 40     |
| 6.  | al-Wasl                    | 26  | 11 | 6 | 9  | 042:360 | +6    | 39     |
| 7.  | al-Jazira Club             | 26  | 11 | 4 | 11 | 051:500 | +1    | 37     |
| 8.  | al-Dhafra                  | 26  | 9  | 7 | 10 | 037:390 | −2    | 34     |
| 9.  | Baniyas SC                 | 26  | 8  | 9 | 9  | 041:470 | −6    | 33     |
| 10. | Dibba al-Fujairah Club (N) | 26  | 8  | 5 | 13 | 032:460 | −14   | 29     |
| 11. | al-Schardscha              | 26  | 7  | 7 | 12 | 032:400 | −8    | 28     |
| 12. | Emirates Club              | 26  | 7  | 6 | 13 | 034:470 | −13   | 27     |
| 13. | al-Fujairah SC             | 26  | 7  | 5 | 14 | 043:620 | −19   | 26     |
| 14. | al-Shaab (N)               | 26  | 1  | 4 | 21 | 022:710 | −49   | 07     |

| Zum Saisonende 2015/16: |                                                                                                   |
|                         |                                                                                                   |
|                         | Meister der UAE Arabian Gulf League und Teilnahme an der AFC Champions League 2017: al-Ahli Dubai |
|                         | Pokalsieger und Teilnahme an der AFC Champions League 2017: al-Jazira Club                        |
|                         | Teilnahme an den Play-offs zur AFC Champions League 2017: al Ain Club                             |
|                         | Teilnahme an der zweiten Qualifikationsrunde zur AFC Champions League 2017: al-Wahda              |
|                         | Abstieg in die First Division League 2016/17: al-Fujairah SC & al-Shaab                           |
|                         |                                                                                                   |
| Zum Saisonende 2014/15: |                                                                                                   |
| (M)                     | Amtierender Meister: al Ain Club                                                                  |
| (P)                     | Amtierender Pokalsieger: al-Nasr SC                                                               |
| (N)                     | Neuaufsteiger aus der First Division League 2014/15: Dibba al-Fujairah & al-Shaab                 |

## Statistiken

### Torschützenliste
Bei gleicher Anzahl von Treffern sind die Spieler alphabetisch sortiert.
| Platz                  | Spieler             | Mannschaft     | Tore |
| ---------------------- | ------------------- | -------------- | ---- |
| 01                     | Sebastián Tagliabué | al-Wahda       | 25   |
| 02                     | Ali Mabkhout        | al-Jazira Club | 23   |
| 03                     | Fábio Lima          | al-Wasl        | 20   |
| 04                     | Wanderley           | al-Schardscha  | 15   |
|                        | Joaquín Larrivey    | Baniyas SC     | 15   |
| 06                     | Patrick Friday Eze  | al-Fujairah SC | 14   |
| 07                     | Makhete Diop        | al-Dhafra      | 13   |
|                        | Moussa Sow          | al-Ahli Dubai  | 13   |
| 09                     | Ishak Belfodil      | Baniyas SC     | 11   |
|                        | Lima                | al-Ahli Dubai  | 11   |
|                        | Nilmar              | al-Nasr SC     | 11   |
| Stand: Ende der Saison |                     |                |      |

### Meiste Torvorlagen
Bei gleicher Anzahl von Vorlagen sind die Spieler alphabetisch sortiert.
| Platz                  | Spieler            | Mannschaft     | Vorlagen |
| ---------------------- | ------------------ | -------------- | -------- |
| 01                     | Omar Abdulrahman   | al-Ain         | 12       |
| 02                     | Éverton Ribeiro    | al-Ahli        | 09       |
| 03                     | Thiago Neves       | al-Jazira Club | 08       |
| 04                     | Rodrigo Pimpão     | Emirates Club  | 07       |
|                        | Hugo Viana         | al-Wasl        | 07       |
| 06                     | Ahmed Ali Alebri   | al-Dhafra      | 06       |
|                        | Henrique Luvannor  | al-Shabab      | 06       |
|                        | Hassan Maatouk     | al-Fujairah SC | 06       |
|                        | Ali Ahmed Mabkhout | al-Jazira Club | 06       |
|                        | Jonathan Pitroipa  | al-Nasr SC     | 06       |
| Stand: Ende der Saison |                    |                |          |

### Meiste Scorer
Bei gleicher Anzahl von Scorer sind die Spieler alphabetisch sortiert.
| Platz                  | Spieler             | Mannschaft     | Tore | Vorlagen | Scorer |
| ---------------------- | ------------------- | -------------- | ---- | -------- | ------ |
| 01                     | Ali Ahmed Mabkhout  | al-Jazira Club | 23   | 06       | 29     |
|                        | Sebastián Tagliabué | al-Wahda       | 25   | 04       | 29     |
| 03                     | Fábio Lima          | al-Wasl        | 20   | 04       | 24     |
| 04                     | Joaquín Larrivey    | Baniyas SC     | 15   | 04       | 19     |
| 05                     | Éverton Ribeiro     | al-Ahli        | 09   | 09       | 18     |
|                        | Wanderley           | al-Wasl        | 15   | 03       | 18     |
| 07                     | Patrick Friday Eze  | al-Fujairah SC | 14   | 03       | 17     |
| 08                     | Thiago Neves        | al-Jazira Club | 08   | 08       | 16     |
| Stand: Ende der Saison |                     |                |      |          |        |

## Auszeichnungen
Die jährlichen AGL-Awards gingen an: 
- Local Player of the Year / Emirati Player of the Year:  Omar Abdulrahman (al-Ain)
- Foreign Player of the Year:  Sebastián Tagliabué (al-Wahda)
- Best Goalkeeper:  Majed Naser (al-Ahli)
- Best Under 21 Player:  Mohammed Al Akberi (al-Nasr)
- Coach of the Year:  Cosmin Olaroiu (al-Ahli)
- Team of the Year:

| Torhüter              | Abwehr                                                                                          | Mittelfeld                                                                                         | Stürmer                                                 |
| --------------------- | ----------------------------------------------------------------------------------------------- | -------------------------------------------------------------------------------------------------- | ------------------------------------------------------- |
| Majed Naser (al-Ahli) | Mahmoud Khamis (al-Nasr) Kwon Kyung-won (al-Ahli) Ismail Ahmed (al-Ain) Ahmed Ibrahim (al-Nasr) | Khamis Esmail (al-Ahli) Majed Hassan (al-Ahli) Éverton Ribeiro (al-Ahli) Omar Abdulrahman (al-Ain) | Ali Mabkhout (al-Jazira) Sebastián Tagliabué (al-Wahda) |